# OGIベンチャーキャピタル
オージーアイベンチャーキャピタル株式会社（オージーアイベンチャーキャピタル）は、1999年12月に設立された大阪市淀川区に本拠を置く、独立系ベンチャーキャピタルである。